# Rational
Rational AG est un fabricant et détaillant allemand d'équipements de cuisine commerciaux et industriels pour la préparation thermique des aliments. L'entreprise est basée à Landsberg am Lech, en Allemagne, et a été fondée par Siegfried Meister en 1973. Elle opère dans le monde entier et possède 25 filiales en Europe, Asie, Amérique du Nord et Amérique du Sud, ainsi que sept succursales en Allemagne.

## Histoire
En 1973, la société Rational GmbH est fondée par Siegfried Meister (1938—2017) en tant que société de production et de distribution d'appareils à air chaud en Allemagne. Au début, l'entreprise produisait des friteuses et des fours. En 1976, Meister pré-invente le four mixte pour les grandes cuisines et commence à le fabriquer,. À partir de 1978, l'entreprise se concentre entièrement sur les fours mixtes et abandonne toutes les autres lignes de produits.
Eb 1991, Rational se développe à l'étranger et fonde sa première société de distribution au Royaume-Uni. En 1992, l'entreprise reprend le partenaire de distribution français Frima. Depuis lors, des sociétés de distribution locales ont été créées dans les pays suivants : Japon (1992), Norvège (1993) États-Unis (1993), Italie (1998), Scandinavie (1998), Suisse (1999), Canada (1999), Espagne (2000), Chili (2000), Argentine (2000), Corée du Sud (2000), Russie (2003), Autriche (2005), Pologne (2005), Chine (2007), Grèce (2007), Moyen-Orient (2007), Ukraine (2007), Turquie (2008), Brésil (2009), Inde (2010), Mexique (2012), Argentine (2013), Singapour (2015) et Colombie (2015).
En 2000, la Rational GmbH est transformée en société par actions. Depuis le 3 mars 2000, l'entreprise est cotée au Prime Standard de la Bourse de Francfort,,. En 2008, Rational ouvre sa troisième usine à Landsberg,. Le 4 mars 2009, l'entreprise fait son entrée au MDAX. À partir du 22 septembre 2014, Rational AG est cotée au SDAX. En 2012, Peter Stadelmann rejoint l'entreprise et prend en charge les affaires à partir de 2014,.
Le 11 août 2016, Rational a réintégré le MDAX, et le 18 septembre 2017, l'action fait de nouveau son entrée dans le SDAX En 2018, Frima a changé de nom pour devenir Rational et son VarioCookingCenter est depuis lors commercialisé sous la marque Rational. Le 23 septembre 2019, Rational réintègre le MDAX. En avril 2022, le contrat du président du directoire Peter Stadelmann est prolongé jusqu'en novembre 2027,.

## Structure de l'entreprise

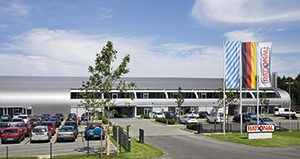
Firma Rational AG.

La société Rational AG possède 7 filiales nationales et 25 filiales internationales en Allemagne, en Europe, en Asie, en Amérique du Nord et en Amérique du Sud. L'entreprise est active avec une part d'exportation de 87 %. En 2021, l'entreprise réalise un chiffre d'affaires de 779,7 millions d'euros et employait 2 206 personnes.
L'EBIT (résultat avant intérêts et impôts) s'élevait à 160 millions d'euros en 2021. La marge EBIT s'élevait à 20,5 %. La famille du fondateur Meisters détient la majorité des parts de l'entreprise avec 55,2 %, 44,8 % étant disséminés (au 1er mars 2022).

## Produits
La gamme de produits de Rational comprend les fours mixtes iCombi Pro et iCombi Classic ainsi que l'iVario Pro. Dans la cuisine, l'iVario peut remplacer le basculeur, la poêle, la chaudière ou la friteuse. Les appareils peuvent être mis en réseau et commandés via la plateforme ConnectedCooking. Cela permet par exemple de contrôler numériquement les menus ou la gestion des recettes. La plateforme permet de visionner des vidéos de cuisine et de présenter des recettes issues d'une bibliothèque de recettes.
Les fours mixtes représentent environ 90 % des ventes d'appareils de l'entreprise, la distribution de la ligne iVario représente environ 10 % du chiffre d'affaires. Il s'agit d'un autre type d'appareil qui est produit en Alsace. Les combi-vapeurs sont produits et testés dans l'usine de Landsberg am Lech.